# Varga Ferenc (alispán)
Varga Ferenc (Debrecen, 1817. augusztus 8. – Leon, 1902. április 5.) ügyvéd, Torontál megyei alispán, az 1848/49-es szabadságharc kormánybiztosa, az iowai New Buda egyik alapítója, amerikai szabadságharcos az unionisták oldalán.

## Élete
Jogász, megyei hivatalnok, majd alispán lett. A szabadságharc alatt mint a szegedi vésztörvényszék elnöke szigorú ítéleteket hozott, hogy a forradalom rendjét fenntartsa. A világosi fegyverletétel után menekülnie kellett, komáromi menlevéllel került Hamburgba, onnan Liverpoolba, Liverpoolból Madarász Lászlóval hajózott Amerikába. Az Újházy László által alapított Új Budára (Iowa) ment, ott élt vagy húsz évig, kivéve az 1861-1865 közt tartó polgárháború idejét, amelyet végigharcolt. Varga a clevelandi (Ohio) Szabadság című lap számára megírta bujdosása történetét és visszaemlékezéseit New Buda alapításáról. Szándékozott megírni polgárháborús emlékeit is, de erre a gazdálkodás őserdőirtással járó robotja miatt nem került sor.
Varga Ferenc 1858-ban nősült meg, Madarász László mellett vett farmot New Buda közelében, a remete életet élő Madarász Varga Ferenccel jó barátságban volt, sokat beszélgettek a hazai dolgokról meg Madarász személyes ügyéről is, Varga Ferenc meg volt győződve Madarász ártatlanságáról, arról, hogy a Zichy-gyémántokat nem tulajdonította el, politikai ellenfeleinek rágalma volt ez csupán.
1871-ben Leonville-be költözött Varga és családja, pontosabban Leonville (Louisiana) közelében vett egy új farmot, követték őt oda más magyarok is, ezt a tanya-szerű települést „Új Arad”-nak nevezték el, emlékezetképpen arra a városra, ahol a magyar szabadságharc legjobbjait végezték ki.
1896-ban már 47 éve élt emigrációban Varga Ferenc és a közelében élő emigráns társa, Radnich István. Már nagyon szerették volna látni az „óhazát”, így nevezték az amerikai magyarok szülőföldjüket. Szerencsére Varga Ferenc járatott magyar újságot, a New York-i Magyar Híradót. Ebben olvasta, hogy Magyarországon millenniumi ünnepségek lesznek a honfoglalás ezredik évfordulója alkalmából, s az ünnepségre amerikai magyar küldöttség is megy. Varga Ferenc kapcsolatba lépett Perczel Lajossal, az Amerikai Magyar Nemzetőr volt szerkesztőjével és üzletemberrel. A kis iowai magyar küldöttséget, Varga Ferencet, fiát Istvánt és Radnich Istvánt, s az ő fiát és lányát fogadták New Yorkban. A New York-i magyarok képviselői megmutatták nekik New York nevezetességeit, ezután 1896 május 28-án a „Fürst Bismarck” nevű hajón elindultak Vargáék Európába. Varga Ferenc a Magyarországon tapasztalt érzéseiről, benyomásairól beszámolt a New York-i Magyar Híradó szerkesztőségének. Kulturáltnak találta a Bécs-Budapest vasutat, szépnek találta az új Országház épületét. Debrecenen, Hajdúböszörményen, Nyíregyházán keresztül nagyváradi rokonaikhoz mentek, Aradon megnézték az aradi vértanúk emlékművét. Fájdalmasan hatott a vértanúk emlékezete Varga Ferencre. Az egész Alföldet és annak népét barátságosnak találta, s ezt a fia, István is így érzékelte. Radnich István két gyermekével Fejér vármegyei rokonait látogatta meg.
Vargáék és Radnichék 1896. július 14-én indultak vissza Brémából a „Spree” nevű gőzössel Amerikába új, fogadott hazájuk otthonába. Varga Ferenc még 6 évet élt, 1902. április 5-én hunyt el Leon (Iowa) városában. Az egész város nagy tisztelettel temette el április 7-én. Fia, István apja szíve fölé tette azt a maroknyi kis hazai földet, amelyet Varga Ferenc az óhazából hozott magával 1896-ban.